# Cristina Pîrv
Cristina Lucretia Pîrv (Turda,  29 de junho de 1972) é uma ex-jogadora de voleibol romena naturalizada brasileira, que hoje exerce a função de Embaixadora da Federação de Vôlei da Romênia no mundo.

## Carreira
Cristina nasceu na Romênia, e logo se interessou pelo voleibol, na idade de oito anos. Ao mesmo tempo praticava patinação no gelo e atletismo ainda em seu país, mas impulsionada por procurar um esporte coletivo, decidiu-se pelo vôlei. Aos 14 anos, ela foi chamada para fazer parte do time juvenil do Dínamo Bucareste. Segundo Cristina, seus pais e seu treinador eram contra de deixá-la sair de Turda tão jovem. Contrariando o desejo dos mais próximos Pirv, como é conhecida transferiu-se para Bucareste. Ao longo do tempo e demonstrando ter habilidades com o vôlei invés de jogar na equipe juvenil, Cristina começou a atuar na equipe adulta ainda aos 14 anos. Com 16 anos Cristina já integrava a equipe da seleção feminina de voleibol romena, onde atuou com a camisa da seleção por mais de 15 anos.
Aos 18 anos, perto da queda do comunismo romeno, Pirv, e duas amigas resolveram fugir do clube e protestar entre as ruas de Bucareste. Ela e um grupo de meninas se refugiaram-se de baixo de um hotel, mas mais tarde retornaram ao clube, e respectivamente foram ameaçadas pela polícia. Na época até então, não sabiam se realmente o comunismo romeno iria cair ou não. E o Dínamo Bucareste, era comandado pela polícia do país, o que obrigava Pirv, dar informações sobre sua família há cada 3 meses.
Em 1990, Cristina foi considerada a melhor jogadora da Europa. Suas características de ataque, foram alvos de olheiros de clubes europeus.
Pirv conta também em que anos antes do comunismo cair, países como a Itália já tinham pedido asilo para a então atleta poder jogar em campeonatos disputados, mas Pirv sempre se negava a ir para não prejudicar sua família no país natal.
Um ano depois, caiu o regime de comunismo da Romênia, e Cristina foi chamada por diversos países da Europa para atuar como Grécia, Itália, Espanha, dentre outros, mas Pirv preferiu seguir para Itália porque segundo ela mesma era a "referência da época".
Enquanto na Romênia não queriam deixar a grande referência ir embora, mas mais uma vez Pirv, tomou outro caminho e foi atuar em São Lazaro (San Lazzaro), na Itália. Período em que ficou na cidade atuando de 1991 até 1995, trocando pelo clube Medinex Reggio Calabria, em Calábria na Itália. Logo após a temporada 95/96 e 96/97 dirigentes do clube Minas Tênis Clube, convidaram Cristina para ir jogar ao Brasil. Aceito o convite, Cristina jogou 3 temporadas no Minas alternando juntamente com Calabria da Itália. Em uma das temporadas Cristina foi campeã italiana, e em outra foi campeã da superliga feminina com a camisa do time do Minas.
Em 2002, Cristina retornou a Itália assinando contrato com Asystel/Novara, onde jogou por 3 temporadas. 2002/2003 2003/2004 e 2005/2006 onde foi campeã da supercopa e da liga italiana com a camisa do time respectivamente passando pelo nome de Sant'Orsola/Novara.
Na temporada de 2004/2005 Cristina atuou no Racing Club de Cannes, na França. Ganhando 1 Campeonato Francês, e uma supercopa francesa. O contrato com clube acabou antes do previsto pois no período Pirv descobriu sua primeira gravidez, com então 31 anos de idade.
Em 2003, começou a namorar o também jogador de vôlei Giba, com quem se casou no mesmo ano, no dia do Natal, na Romênia em um castelo. Em 2004 com Giba disputando os Jogos Olímpicos, Cristina estava grávida da primeira filha do casal: Nicoll Pirv de Godoy.
Em 2005, Cristina e Giba retornaram à Itália, e Cristina assinou contrato com o clube italiano Asystel Novara, já por pressão por parte do então marido, e sua mãe Otilia, demonstravam desejo que depois que a pequena Nicoll nascesse, Cristina parasse de jogar voleibol, mas Pirv continuou jogando.
Um ano depois, Cristina com 34 anos, se aposentou por problemas cardíacos e passou a atuar como empresária do marido. No ano de 2008, durante os Jogos Olímpicos de Pequim, Cristina novamente estava grávida, do segundo filho do casal: Patrick Pirv de Godoy
Segundo Cristina, o início da carreira de empresária, retornaram convites para atuar como jogadora novamente mas agora na Rússia, mas por opção de uma nova carreira e família resolveu não prosseguir mais na antiga carreira.
Em 2012, Cristina e Giba divorciaram-se após 9 anos de casamento.
Logo após o término do relacionamento, Pirv, abriu uma loja virtual chamada "Donna Chic 11" com o número onze fazendo alusão ao número de sua camisa nas quadras. Na loja virtual Cristina disponibilizava produtos como Louis Vuitton, Chanel, Burberry, Dior, Torry Burch e entre outras marcas europeias e norte americanas. A loja virtual era disponibilizada no site de fotos Instagram, mas hoje a loja não funciona mais porque Pirv recebeu uma proposta parecida com sua loja para lidar com o mercado do luxo.
Com isso Pirv se engajou em um novo empreendimento na escola "Centro Europeu" de Curitiba, se tornando coordenadora-geral do curso "Mercado do Luxo" abrangendo o mercado sul-americano, norte-americano e europeu de grandes marcas, e consultorias de empresa e pessoal.
Pirv também estudou gastronomia, atuando apenas na escola.
Em maio de 2016, Pirv foi nomeada Embaixadora da Federação de Vôlei da Romênia no mundo, tendo a função de criar parcerias e intercâmbios para o desenvolvimento do esporte no país tanto no Brasil, quanto na Romênia. Cristina foi chamada pelo novo presidente da federação romena de vôlei para integrar e fazer parte do novo time.
A cerimônia como embaixadora da federação aconteceu no dia 4 de maio em Bucareste, porém foi divulgada oficialmente apenas no dia 11 de maio pelo jornal Estadão/Esportes, e logo depois confimado por Cristina.

### Naturalização para atuar na seleção brasileira de vôlei
Na temporada de 1999/2000 com o Minas disputando a superliga, e Pirv sendo estrangeira com maior número de pontos, logo começaram a especular uma possível naturalização da romena, já que então, na época a seleção romena não era muito conhecida e nem disputada em campeonatos como Olimpíadas, FIVB, dentre outros.
O então técnico da seleção feminina, Bernardinho, convidou Pirv para integrar o time. Pirv pouco se pronunciou sobre o assunto, mas a certo momento demonstrou desejo de entrar na seleção brasileira para poder disputar as Olimpíadas de Sidney. Como o processo de naturalização era longo e demorado, na época Pirv, acabou desistindo, não só por isso mas porque segunda ela mesma ela era capitã da nacional romena por mais de 10 anos, e não poderia deixar a seleção do país natal, para migrar para outro.
Mesmo assim por diversas vezes, técnicos brasileiros insistiram para sua naturalização, mas nunca ocorreu de Pirv vestir a camisa brasileira para entrar em quadra.
Na Itália, especula-se que ela também tenha sido chamada para integrar a seleção de lá, porém Pirv deu sua negativa novamente.
Em 2002, Pirv e a seleção romena disputaram o FIVB (Copa mundial de vôlei), em jogos contra Cuba, Egito, Canada, Holanda e Coréia. O campeonato foi disputado na Alemanha.
No final do FIVB, a Romênia ficou 16° posição de 24°posições do campeonato, sendo o México o último colocado.

### Parentesco no voleibol
Cristina também, tem uma sobrinha chamada Ariana Pirv, a qual atua também, no voleibol, na série A2, do vôlei italiano. Ariana, é romena, mas atua e mora na Itália há muitos anos.
Em maio de 2016, sua sobrinha, passa a integrar a Seleção Nacional de Vôlei Feminino da Romênia, retornando o sobrenome Pirv, nas quadras de vôlei romena.
Ariana, namorou o famoso e em ascensão jogador de vôlei, Simone Gianelli
Ariana atuou em clubes como Chieri B1, Soverato A2, Trento A2 e atualmente atua no Beng Rovigo Volley A2.
Ariana, conseguiu o feito de entrar assim como sua tia, antes dos 20 anos na seleção de seu país natal.

### Clubes em que atuou
- 1986-1991 - Dínamo Bucareste (ROU)
- 1991-1993 - Edilfornaciai San Lazzaro (ITA)
- 1993-1994 - Edilfornaciai San Lazzaro (ITA)
- 1994-1995 - Sabelli Conad Fano (ITA)
- 1995-1996 - Medinex Reggio Calabria  (ITA)
- 1996-1997 - Medinex Reggio Calabria  (ITA)
- 1997-1998 - MRV Suggar Minas (BRA)
- 1998-1999 - Medinex Reggio Calabria (ITA)
- 1999-2000 - Minas (BRA)[2]
- 2000-2001 - Capo Sud Reggio Calabria  (ITA)
- 2001-2002 - Minas (BRA)[2]
- 2002-2003 - Asystel Novara (ITA)
- 2003-2004 - Asystel Novara (ITA)
- 2004-2005 - RC Cannes (FRA)
- 2005-2006 - Sant'Orsola Asystel Novara (ITA)

### Títulos
- 1° Campeonato Romeno - 1989 - Dínamo Bucareste
- 3° Superliga - 1997/98 - MRV Minas
- 2° Liga Italiana - 1998/99 - Medinex Reggio Calábria
- 2° Superliga - 1999/00 - MRV Minas
- 1° Campeonato Paulista - 2000 - MRV São Bernardo
- 1° Campeonato Sulamericano Clubes - 2000 - MRV Minas
- 1° Supercopa dos Campeões - 2000 - MRV Minas
- 1° Liga Italiana - 2000/01 - Medinex Reggio Calábria[1]
- 1° Superliga - 2001/02 - MRV Minas
- 1° Copa CEV -  2002/03 - Asystel Novara[1]
- 2° Liga Italiana - 2002/03 - Asystel Novara
- 3° Supercoppa Italiana - 2002 - Asystel Novara
- 3° Torneio Memorial Francesco Taverna (Crema) - 2003 - Asystel Novara
- 1° Supercoppa Italiana - 2003 - Asystel Novara[1]
- 1° Torneio Cidade de  Sanremo - 2003 - Asystel Novara
- 1° Torneio Memorial Facchini (Borgomanero) - 2003 - Asystel Novara
- 1° Coppa Itália - 2004 - Asystel Novara[1]
- 1° Campeonato  Francês - 2004/2005 - RC Cannes
- 1° Copa da França - 2005 - RC Cannes
- 1° Torneio Cittá Frosolone - 2005 - Sant'Orsola Novara
- 1° Supercoppa Italiana - 2005 -Sant'Orsola Asystel Novara[1]
- 1º Top Teams Cup 2006 [1]

### Prêmios individuais
- Melhor jogadora Campeonato Europeu Juvenil 1990 - Áustria
- Melhor jogadora Campeonato Universitários 1993 - EUA
- Melhor recepção Superliga 97/98 - MRV Minas
- Melhor atacante Superliga 97/98 - MRV Minas
- Maior pontuadora Superliga 97/98 - MRV Minas
- Melhor recepção Liga Italiana 98/99 - Medinex Reggio Calábria
- Maior pontuadora Superliga 99/00 - MRV Minas
- Melhor atacante Sulamericano Clubes 2000 -MRV Minas
- Melhor estrangeira Superliga 00/01 - MRV Minas
- Maior pontuadora Superliga 00/01 - MRV Minas
- Melhor recepção 01/02 - MRV Minas
- Maior pontuadora Superliga 01/02 -MRV Minas
- Melhor jogadora novembro da Liga Italiana 02/03 - Asystel Novara
- Melhor jogadora Copa CEV 02/03 -Asystel Novara
- Melhor jogadora Torneio Sanremo 2003 - Asystel Novara
- Melhor jogadora  Supercoppa Italiana 2003 - Asystel Novara
- Melhor Jogadora Torneio Città Frosolone - 2005 - Sant'Orsola Novara

## Vida pessoal
Foi casada com o também jogador de vôlei Giba, com quem tem dois filhos, Nicoll e Patrick.